# Remes Cup
Remes Cup – międzynarodowy turniej piłkarski dla dzieci i młodzieży organizowany do 2010 r. co roku w Opalenicy.
W turnieju, którego sponsorem była firma Remes i FIFA brało udział w ostatnich latach od 4000 do 5000 młodych piłkarzy w wieku od 10 do 18 lat z Polski i zagranicy.
Gośćmi honorowymi imprezy byli m.in. Lukas Podolski (2008) i Tomasz Kuszczak (2009).